# Krpelji
Krpelji (red: Ixodida) su nametnici koji parazitiraju na domaćinu i prenose veći broj uzročnika bolesti. Domaćin može biti čovjek ili bilo koji sisavac, npr. pas, mačka, govedo, no isto tako i ostali kralježnjaci poput ptica i gmazova.

## Sistematika krpelja
Krpelji spadaju u koljeno Arthropoda (člankonožaca), podkoljeno Chelicerata, razred Arachnida (paučnjaka), nadred Parasitiformes i red Ixodida (Metastigmata).
Radi se o grinjama koje spadaju u istu skupinu kao s paucima i škorpionima (imaju osam nogu), dugački su do dva centimetra, žute ili smeđe boje. Ima ih više od 707vrsta.
Krpelje sačinjavaju tri porodice:
- Krpelji šikare - (Ixodidae)
- Krpelji nastambe - (Argasidae)
- Nuttalliellidae - sa samo jednom vrstom - Nuttalliella namaqua

## Razvojni ciklus krpelja[4]
Nakon dostizanja spolne zrelosti ženka krpelja se pričvrsti na domaćina te traži adekvatno mjesto za sisanje krvi. Kada nađe dobro mjesto i počne se hraniti, feromonima doziva mužjaka (to vrijedi samo za neke vrste krpelja).
Mužjak je malen krpelj koji se priljubi uz ženku koja se hrani i oplodi ju (npr., Ixodes ricinus). Neko vrijeme nakon oplodnje, mužjak krpelja se otpusti i kreće kroz pseće krzno u potragu za sljedećom partnericom. Ponekad se dogodi da mužjak krpelja ostaje dugo na ženki.
Ženka tijekom hranjenja iz krvi uzima samo hranjive sastojke, a ostatak ne izbacuje probavom već ga povraća natrag u domaćina. To izaziva upalne reakcije, pa je na tom mjestu prokrvljenje još veće, što opet pogoduje ženki krpelja koja se hrani krvlju.
Nakon što završi s hranjenjem, trbuh ženke krpelja je pun hranjivih tvari iz krvi. Ženka se tada otpusti, proizvede par stotina do tisuća "otrovnih" jajašaca koje niti mravi ne jedu i ugiba.

## Pronalaženje krpelja
Kod ljudi, krpelji se načešće zadržavaju na područjima gdje je koža vlažnija i mekša, kao što je na primjer: koža trbuha, prepona, pazuha i iza uha.
Kod pasa krpelje se može pronaći na prednjem dijelu tijela, npr., vratu i glavi.

## Odstranjivanje krpelja
Krpeljima se mogu infestirati svi kralježnjaci  koji se kreću u prirodi, ljudi, životinje kao što su psi, mačke, goveda, divlje životinje i sl.
Nakon što pronađete parazita na svojoj koži ili u krznu vašega ljubimca, lagano razmaknite krzno oko njega. Potom ga obuhvatite s dva prsta, lagano zaokrećite (u bilo koju stranu) i izvlačite van.
Za skidanje krpelja sa psa postoje i specijalna kliješta-pinceta. Njih se može nabaviti u trgovini kućnim ljubimcima. Pinceta u obliku kemijske olovke je svinuta tako da zaobiđe tijelo krpelja i uhvati ga odmah uz kožu za glavu. Lagano uvrtanje lijevo-desno je dovoljno da se krpelj otpusti, nakon čega ga lagano povučete van.
Ako prilikom vađenja u koži ostane "glava krpelja" (helicere i hipostom predstavljaju tzv. "glavu" tj. usne organe koji jedini mogu ostati u ubodnoj rani. Sam izraz "glava" je netočan naziv), lako ju je kasnije izvaditi steriliziranom iglom. Ili jednostavno ostaviti u ubodnoj rani i pričekati da organizam izbaci sam. Do prijenosa uzročnika bolesti neće doći.
Krpelje nikako ne valja gušiti razno-raznim uljima (bez zraka mogu dosta dugo opstati), lakovima za nokte, benzinom i alkoholom, pržiti cigaretnim žarom i sl. Mažući ga takvim tvarima se postiže da se krpelj uguši, otpusti i da ga se bez problema može odstraniti, no povraća sadržaj probavnog sustava u ubodnu ranu domaćinu, a s time i uzročnike bolesti.

## Uzročnike bolesti koje krpelj prenosi
Najopasnije uzročnike bolesti koje krpelj može prenijeti na čovjeka su rikecije i virusi (npr., uzročnik lajmske borelioze i krpeljnog meningoencefalitisa. Za pse je najopasniji uzročnik babezioze (piroplazmoze), tj., Babesia canis koju prenosi krpelj Dermacentor reticulatus.
Zaštita od krpelja i/ili od uzročnika bolesti:
- uporaba repelenata prije odlaska u prirodu
- cijepljenje (što čuva od bolesti protiv kojih se cijepimo)
  - krpeljni meningoencefalitis - cijepljenje se provodi po shemi:
    1. doza zimi (siječanj - veljača)
    2. doza tri mjeseca po prvoj dozi
    3. doza godinu dana po prvoj dozi
    4. obnova cjepiva svake tri godine

## Vanjske poveznice
- Krpelji  Arhivirana inačica izvorne stranice od 17. ožujka 2007. (Wayback Machine), članak
- Bolesti koje prenose krpelji i podrobnije o njima  Arhivirana inačica izvorne stranice od 2. siječnja 2007. (Wayback Machine)
- Šumski krpelji i kako se od njih zaštititi  Arhivirana inačica izvorne stranice od 7. siječnja 2007. (Wayback Machine)
- Krpelji Medvednice i zarazne bolesti koje prenose  Arhivirana inačica izvorne stranice od 25. svibnja 2006. (Wayback Machine)
- Krpelj, opasnost iz trave